# Doug Utjesenovic
Dragan "Doug" Utješenović (Szerb cirill: Драган Утјешеновић; Belgrád, 1946. október 8. – ) szerb születésű ausztrál válogatott labdarúgó.

## Pályafutása

### Klubcsapatokban
Belgrádban született. Pályafutását is szülővárosában az OFK Beograd csapatában kezdte 1967-ben. Két évvel később Ausztráliába emigrált, ahol először a jugoszláv bevándorlók által alapított Footscray JUST csapatában játszott. 1971 és 1980 között a St George FC játékosa volt, majd 1980 és 1981 között a hongkongi Kui Tan SC csapatában is szerepelt.

### A válogatottban
1972 és 1976 között 61 alkalommal szerepelt az ausztrál válogatottban és 2 gólt szerzett.  Részt vett az 1974-es világbajnokságon, ahol az ausztrálok három csoportmérkőzését – az NDK, az NSZK és Chile ellen is végigjátszotta.